# Yaacov Agam

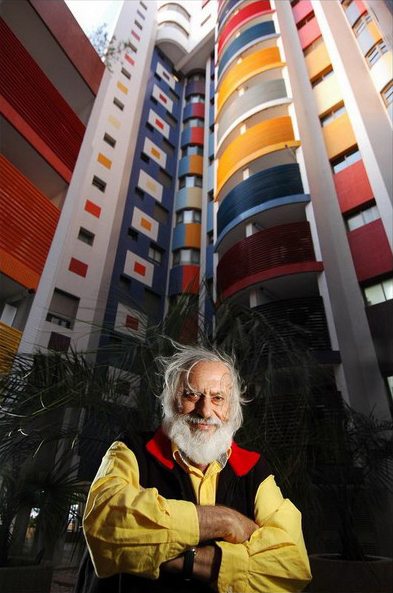

Yaacov Agam, (ursprungligen Jacob Gipstein), född 11 maj 1928, är en israelisk konstnär.
Efter studier i Jerusalem och Zürich flyttade Agam till Paris 1951. Han var en av initiativtagarna till den kinetiska och optiska konsten. I Agams konst ingår ofta parallella, vertikala stavar, och rörelsen och förändringen i färg och form uppstår antingen genom konstverkets egen rotation eller genom att åskådaren förflyttar sig. Han arbetar också med variabla objekt, där åskådaren själv genom att ändra elementens position, blir medskapare av verken. Efter 1961 lät Agam ofta rörelsen utlösas av ljus- och ljudeffekter. Han deltog 1961 i utställningen Rörelse i konsten på Moderna museet i Stockholm. Bland hans verk märks Jacobs stege, en 600 meter lång arkitektonisk bildkonstruktion i Palace of the Nation i Jerusalem (1964), samt en enorm musikfontän i Parisförorten La Défense (1974). Agam finns representerad vid Moderna museet.